# آبان ۱۳۸۹
آبان‌ماه ۱۳۸۹ چهارمین ماه از این سال است.

آغاز آن شنبه: ‎۱ آبان ۱۳۸۹ (۲۳ اکتبر ۲۰۱۰) میلادی
مطابق با ۱۵ ذیقعده ۱۴۳۱ قمری قراردادی می‌باشد.

## ۱ آبان ۱۳۸۹
- توقف صدور مجوز و پذیرش برخی رشته‌های علوم انسانی در ایران

یک مقام وزارت علوم، تحقیقات و فناوری ایران از توقف صدور مجوز جدید برای ۱۲ رشته علوم انسانی در دانشگاه‌های این کشور خبر داد. مدیر کل دفتر گسترش آموزش عالی این وزارت گفت: بر اساس برنامه، سیاست وزارت علوم، تحقیقات و فناوری این است که پذیرش ۱۲ رشته دانشگاهی را به ویژه در علوم انسانی و هنر مسکوت نگه دارد تا سرفصهای دروس آنها که مدتهاست تغییری نکرده بازنگری شود. به گفته این مقام وزارت علوم، محتوای این رشته‌ها با مبانی دینی «هماهنگی» ندارد و بر اساس «مکاتب غربی» تنظیم شده است. وی مدیریت، علوم اجتماعی، علوم سیاسی، حقوق و روانشناسی را برخی از این رشته های عنوان کرد. رادیو زمانه، خبرگزاری مهر
- تولید موشک‌های اس ۳۰۰ در دستور کار ایران

احمد وحیدی، وزیر دفاع و پشتیبانی نیروهای مسلح ایران می‌گوید که ایران به زودی سامانه موشکی اس ۳۰۰ «بومی» را تولید خواهد کرد. وی همچنین گفت که ایران در پی گرفتن غرامت از روسیه به دلیل فسخ قرارداد خرید موشک‌های اس ۳۰۰ است. رادیو زمانه
- شکایت رئیس مجلس ایران از دولت

علی لاریجانی، رئیس مجلس ایران با ارسال نامه‌ای به صادق لاریجانی، رئیس قوه قضاییه این کشور، خواهان پیگیری قضایی «تخلف دولت» در اجرا نکردن قانون شد. علی عباس‌پور تهرانی‌فرد، رئیس کمیسیون آموزش و تحقیقات مجلس ایران امروز گفت: «رئیس مجلس شورای اسلامی، موضوع تخلف دولت را در پذیرش دانشجوی فنی و حرفه‌ای و مراکز تربیت معلم در قانون را طی نامه‌ای به قوه قضاییه ابلاغ کرد.» رادیو زمانه
- ویکی لیکس از افشای اسناد محرمانه در مورد جنگ عراق دفاع کرد

وبسایت ویکی لیکس که ۴۰۰ هزار سند محرمانه ارتش آمریکا در مورد جنگ عراق را در اختیار رسانه‌ها قرار داده، از این اقدام خود دفاع کرده‌است. جولیان آسانژ، مدیر وبسایت ویکی لیکس، در یک کنفرانس خبری در لندن گفت که هدف از این افشاگری، بیان حقایق در مورد جنگ عراق بوده‌است. در این اسناد آمده که اعضای ارتش آمریکا چشمانشان را به روی شکنجه عراقی‌ها توسط نیروهای امنیتی عراق بسته بودند. این اسناد همچنین نشان می‌دهد که پس از تهاجم آمریکا به عراق در سال ۲۰۰۳، "صدهاً غیرنظامی عراقی در ایستگاه‌های بازرسی ارتش آمریکا کشته شدند. بر اساس این مدارک، بیش از پانزده هزار غیرنظامی در خشونت‌هایی که قبلا درباره آنها اطلاعاتی منتشر نشده بود، کشته شده‌اند. این مدارک نشان می‌دهند که آمریکا شمار غیرنظامیانی را که در خشونت‌های عراق کشته شده‌اند، ثبت کرده‌است؛ اما پنتاگون پیش‌تر اعلام کرده بود که آمار قربانیان غیرنظامی را ثبت نمی‌کند. اسناد منتشرشده توسط ویکی لیکس همچنین از دخالت ایران در خشونت‌های عراق حکایت دارد. بی‌بی‌سی فارسی
- ویکی لیکس: ۳ کوهنورد آمریکایی هنگام دستگیری در خاک عراق بودند

در میان ۴۰۰ هزار سند محرمانه ویکی لیکس که در اختیار رسانه‌ها قرار داده شده، مدارکی به چشم می‌خورد که حاکی از قرار داشتن ۳ کوهنورد آمریکایی در خاک عراق هنگام دستگیری توسط نیروهای ایران بوده است. سی ان ان، واشنگتن پست
- ویکی لیکس: ایران کمک های نظامی به مخالفین عراق میکند

بر طبق اسناد ویکی لیکس، ایران نه تنها تجهیزات و آموزش روش های انتحاری به القاعده می داده است، بلکه در عراق سلاح های فراوانی میان احزاب محالف توزیع می کرده است، بطوریکه حتی یک بالگرد آمریکایی توسط موشک میثاق-۱ ساخت ایران در سال ۲۰۰۷ سرنگون گردید. نیویورک تایمز